# Cratere Eckert
Eckert è un piccolo e isolato cratere lunare intitolato all'astronomo Wallace John Eckert e situato nella parte settentrionale del Mare Crisium. Forma un buco circolare nella scura superficie del Mare che lo circonda. A ovest è presente un dorsum, una formazione che diventa rilevante solo quando la luce solare incide obliquamente. I crateri più vicini sono Peirce a ovest-nordovest e Picard a sudovest. Entrambi i crateri giacciono nel bacino del Mare Crisium.